# De Rijdtmeersen
De Rijdtmeersen is een natuur- en recreatiegebied in de tot de Oost-Vlaamse gemeente Brakel behorende plaats Nederbrakel, gelegen aan Jagersstraat 64.
Het gebied meet 5 ha en omvat een waterplas met wandelpaden. Er is ook horeca en een speeltuintje.